# Nikolaus IV. (Werle)
Nikolaus IV., Herr zu Werle [-Goldberg], genannt Poogenoge (* vor 1331; † zwischen 14. März und 13. November 1354) war von 1350 bis 1354 Herr zu Werle-Goldberg.

## Leben
Nikolaus war der Sohn von Johann III. und Mechthild von Pommern (* vor 1319; † 1331). Seinen Beinamen soll er von der Form und dem Ausdruck seiner Augen erhalten haben.
Er regierte anfangs gemeinsam mit seinem Vater Johann und ab 1350 alleine die Herrschaft Werle-Goldberg. Er schloss noch am 14. März 1354 einen Landfrieden ab, wird aber am 13. November des gleichen Jahres nicht mehr erwähnt.
Er war mit Agnes († nach 1361) verheiratet. Vermutlich war sie eine Tochter Ulrichs II. von Lindow-Ruppin. Nach Nikolaus’ Tod heiratete sie Johann I. von Mecklenburg-Stargard.

## Kinder
Nikolaus hatte drei nachweisbare Kinder. Sein Sohn Johann IV. wurde nach ihm Herr zu Werle-Goldberg. Seine Tochter Mechthild († vor dem 17. Dezember 1402) heiratete Lorenz von Werle-Güstrow und seine Tochter Agnes heiratete Johann VI. von Werle-Waren.